# Anders Limpar
Anders Erik Limpar (Stockholm, 24 september 1965) is een Zweeds voormalig profvoetballer van Hongaarse afkomst die voornamelijk als middenvelder speelde. In 1991 won hij de prijs voor de beste Zweedse voetballer, de Guldbollen. Limpar kwam 58 keer uit voor het Zweeds voetbalelftal. Hij werd in 2008 assistent-trainer bij Sollentuna FK

## Clubcarrière
Limpar begon te voetballen bij IF Brommapojkarna waar hij vijf jaar bleef. In 1986 ging de 20-jarige middenvelder naar Allsvenskan-team Örgryte IS. Limpar werd al snel begeerd door meerdere (buitenlandse) clubs en in 1988 werd hij door zijn landgenoot Tord Grip overtuigd om naar het Zwitserse BSC Young Boys, waar Grip trainer was, te komen. Na een jaar vertrok hij al naar Serie A-promovendus US Cremonese, maar ook hier verbleef de Zweed maar één seizoen. In 1990 werd Limpar namelijk door succescoach George Graham naar de First Division.
Bij Arsenal beleefde Limpar zijn succesvolste periode. In zijn eerste seizoen heroverde Grahams team direct de First Division-titel terug van Liverpool. Op de laatste speeldag scoorde Limpar tegen Coventry City (6-1) een hattrick, waardoor hij zijn totale productie over het hele seizoen tot 13 opkrikte, waardoor dit ook Limpars succesvolste seizoen voor Arsenal was. Dit werd beloond met de Guldbollen, de prijs voor beste Zweedse voetballer. Aansluitend op het kampioenschap 'won' Arsenal drie maanden later ook de Charity Shield (gedeeld met aartsrivaal Tottenham Hotspur, 0-0). In dat seizoen, tevens het laatste seizoen in de First Division door de vorming van de Premier League als nieuwe hoogste competitie, werd de titel niet succesvol verdedigd.
Een jaar later was er allesbehalve competitiesucces (Manchester United werd de eerste kampioen van de Premier League, Arsenal eindigde op de tiende plaats), maar werden wel allebei de bekercompetities gewonnen: zowel in de League Cup-finale als in de FA Cup-finale werd Sheffield Wednesday verslagen. In allebei de finales moest Limpar echter vanaf de zijlijn toekijken. In 1994 was er Europees succes: de Europacup II werd veroverd, maar in maart van dat jaar, twee maanden voordat zijn contract verliep, werd Limpar door Graham de deur gewezen. Manchester City leek de voornaamste kandidaat om hem over te nemen, maar uiteindelijk werd Everton voor een bedrag van £1,6 miljoen de nieuwe eigenaar van de Zweedse middenvelder. Namens de Gunners had Limpar 116 wedstrijden gespeeld en hierin 20 keer het doel getroffen, waarvan 96 competitiewedstrijden en 13 competitietreffers.
Na de onverwachtse transfer naar de club uit Liverpool behaalde Limpar wederom bekersucces, want in 1995 won Everton de FA Cup van Manchester United (1-0) door een doelpunt van Paul Rideout na goed voorbereidend werk van Limpar en won Limpar aansluitend zijn tweede Charity Shield. Na twee seizoenen viel Limpar echter uit de gratie en na in de eerste seizoenshelft van het seizoen 1996/97 maar twee wedstrijden te hebben gespeeld, vertrok de 82-voudig Evertonian in januari 1997 voor £100.000 naar Birmingham City. Hier maakte Limpar slechts vier competitie-optredens en in april liet hij zijn contract ontbinden om terug te keren naar Zweden.
In de zomer van 1997 tekende hij bij AIK en in 1998 won hij hiermee de Allsvenskan. Na een tweede jaar in Stockholm, waarin de Svenska Cupen veroverd werd, vertrok hij in 1999 naar MLS-club Colorado Rapids, waar hij bijna twee jaar bleef alvorens wederom terug te keren naar de Allsvenskan. Ditmaal koos hij voor Djurgårdens IF, maar hiervoor kwam hij niet aan spelen toe door een blessure. Na nog een korte periode voor IF Brommapojkarna stopte Limpar in 2002 met voetballen.

## Interlandcarrière
Limpar speelde in zijn hele carrière 58 keer in een officiële wedstrijd in het Zweedse tenue. Hierin wist hij zes keer te scoren. Onder leiding van bondscoach Olle Nordin maakte hij zijn debuut op 18 april 1987 in de vriendschappelijke wedstrijd in Tbilisi tegen de Sovjet-Unie (1-3), net als verdediger Peter Lönn. Limpar vertegenwoordigde zijn vaderland bij de Olympische Spelen in 1988. Limpar maakte daarnaast deel uit van de Zweedse teams op het WK 1990, het EK 1992 en het WK 1994. Op het WK van 1990 in Italië werd Zweden roemloos laatste in een poule met Brazilië, Costa Rica en Schotland. Twee jaar later was er op het EK in eigen land wel succes, want in een poule met Engeland, Frankrijk en Denemarken wist het gastland verrassend op de eerste plek te eindigen, maar was in de halve finale Duitsland te sterk. Limpar speelde op dit toernooi alle wedstrijden, maar enkel in de openingswedstrijd maakte hij de 90 minuten vol. Twee jaar later op het mondiale eindtoernooi in de Verenigde Staten was Limpar met Zweden wederom van de partij. Hoewel de Scandinaviërs via Saoedi-Arabië en Roemenië de halve finale bereikten (1-0 verlies tegen Brazilië), speelde Limpar slechts één wedstrijd: de troostfinale tegen Bulgarije (4-0 winst).

## Trainerscarrière

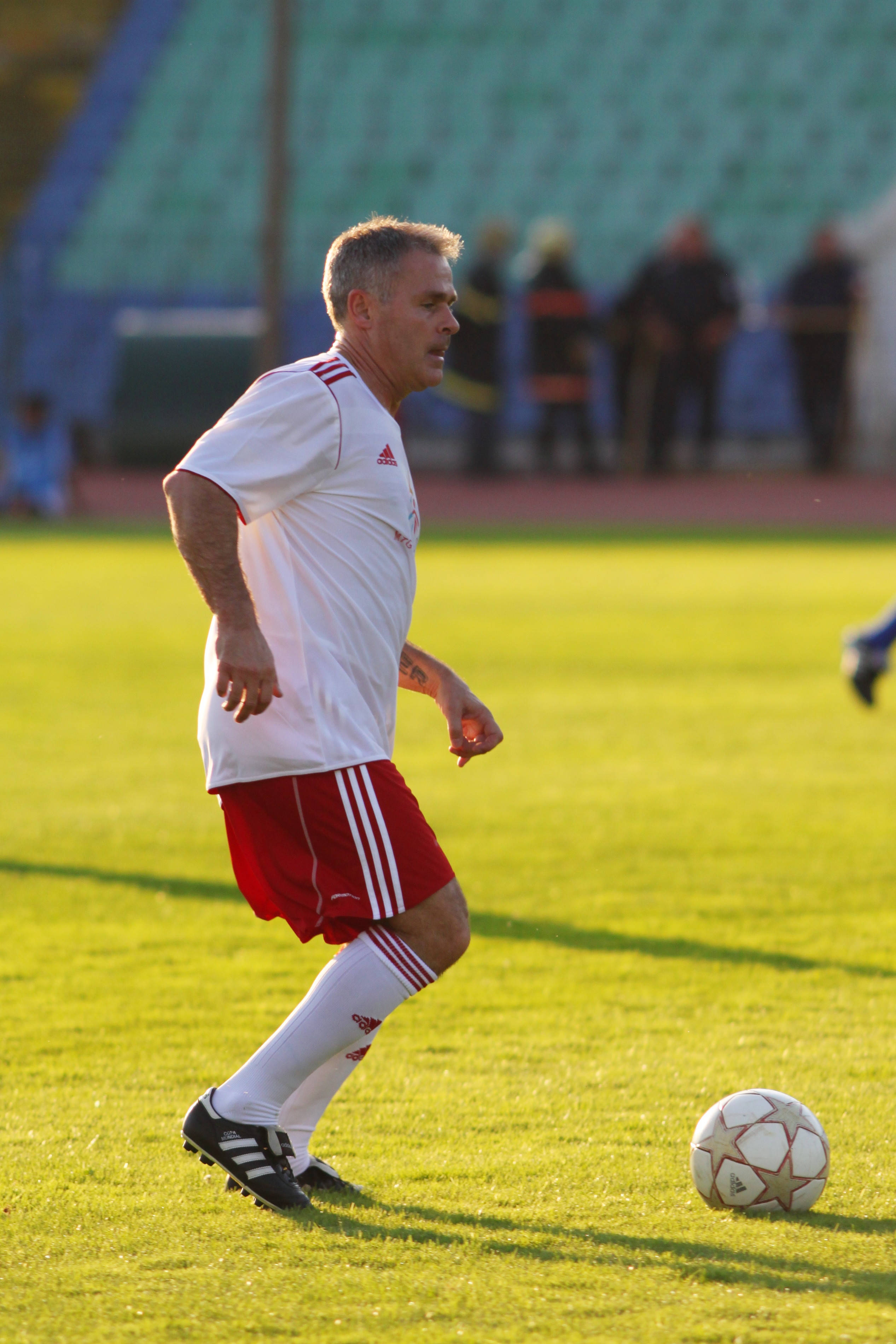
Limpar in 2011

Limpar begon zijn trainerscarrière als jeugdcoach bij IF Brommapojkarna maar is sinds 2008 actief bij Sollentuna FK. Eerst als trainer van het tweede elftal, maar tegenwoordig is hij assistent bij de eerste selectie.

## Erelijst
Arsenal
- Premier League: 1991
- FA Cup: 1993
- League Cup: 1993

 Everton
- FA Cup: 1995